# Someday (I Will Understand)
Pour les articles homonymes, voir Someday.
Singles de Britney Spears
Do Somethin'
(2004) Gimme More
(2007)
Pistes de Britney & Kevin: Chaotic... The DVD & More
Chaotic Mona Lisa
Someday (I Will Understand) est une chanson de l'artiste américaine pop Britney Spears, extraite du CD bonus de l'EP Britney & Kevin: Chaotic... The DVD & More. Le titre sort en tant que single en Europe le 21 août 2005 sous Jive Records. En juillet 2004, Britney Spears annonce ses fiançailles avec le danseur américain Kevin Federline. Plus tard, la chanteuse déclare qu'elle va prendre une pause dans sa carrière afin de fonder une famille. Spears écrit la chanson deux semaines avant de savoir qu'elle est enceinte de son premier enfant, Sean Preston Federline. Someday (I Will Understand) est une ballade pop, ses paroles se référant au sentiment de pouvoir que peut ressentir une femme enceinte. Une version remixée de la chanson a été incluse sur la compilation de remixes, B in the Mix: The Remixes, sortie en 2005.
Someday (I Will Understand) reçoit des avis mitigés et négatifs de la part des critiques musicaux qui l'ont considérée comme un flop. La chanson se classe tout de même dans le top 10 danois, suédois et suisse et atteint également le classement de plusieurs pays européens. Un vidéoclip, réalisé par Michael Haussman, a été diffusé lors du dernier épisode de l'émission de téléréalité de la chanteuse, Britney & Kevin : Chaotic. Entièrement tournée en noir et blanc, la vidéo montre Spears enceinte et met en scène la transformation de sa personne. Les critiques ont considéré la vidéo comme un nouveau départ pour la chanteuse par rapport à ses vidéoclips précédents, tout en comparant les images au changement de Madonna après avoir rejoint le Centre de la Kabbale.

## Genèse
En juillet 2004, Britney Spears annonce ses fiançailles avec le danseur Kevin Federline, qu'elle a rencontré trois mois plus tôt. La romance du jeune couple fait les gros titres des médias depuis que Federline a récemment rompu avec l'actrice Shar Jackson, qui est alors enceinte de leur deuxième enfant à l'époque. Les prémices de leur relation ont été captées pour l'émission de téléréalité de la chanteuse, Britney & Kevin: Chaotic. La cérémonie de mariage se tient le 18 septembre 2004, mais le couple ne se marie légalement que trois semaines plus tard, le 6 octobre, en raison d'un retard dans la finalisation de leur accord prénuptial. En octobre 2004, la chanteuse annonce qu'elle va prendre une pause dans sa carrière afin de fonder une famille. Spears donne naissance à son premier enfant, Sean Preston Federline, le 14 septembre 2005.

## Composition
Someday (I Will Understand) est composée par Spears au piano chez elle, deux semaines avant qu'elle apprenne être enceinte de Sean Preston. Elle a expliqué que la chanson est venue « telle une prophétie... Lorsque vous êtes enceinte, vous êtes dotée d'un pouvoir ». Le morceau est produit par Guy Sigsworth, qui a déjà travaillé avec la chanteuse sur Everytime en 2003. Spears enregistre sa voix pour la chanson dans les studios Conway à Los Angeles, en Californie, et à Frou Frou Central à Londres. La mélodie au piano est jouée par Spears elle-même, tandis que tous les autres instruments et le mixage est effectué par Sigsworth. Les chœurs de la chanson sont interprétés par Kate Havnevik. Musicalement, Someday (I Will Understand) est une ballade pop. Someday (I Will Understand) est le premier et unique single de l'EP Britney & Kevin: Chaotic le 21 août 2005. Someday (I Will Understand) [The Hi Bias Signature Radio Remix] est incluse sur la compilation de remixes, B in the Mix: The Remixes sortie en 2005.

## Accueil

### Accueil critique
Someday (I Will Understand) a reçu des commentaires mitigés et négatifs de la part des critiques musicales. Lors de la critique de Britney & Kevin: Chaotic, Mike McGuirk de Rhapsody note, « Britney chante maintenant sur son époux ou son enfant (Désolé tout le monde. C'est un triste jour pour tous les adolescents américains). Pour tous les autres, ces chansons bonus sont loin des productions détonantes de Spears ». Lors de la critique de B in the Mix: The Remixes, Spence D. d'IGN a remarqué que la version Someday (I Will Understand) [Hi Bias Signature Radio Remix] « renvoie tous les clichés qui étouffent souvent la musique qui se joue tard le soir jusqu'au petit matin dans les clubs du monde »,. Barry Walters de Rolling Stone a donné au remix de la chanson une critique négative, disant que « rien ne peut sauver de l'échec ce single mièvre de Spears. » Gil Kaufman de MTV considère la chanson comme une « ballade horrible de Spears avec une vidéo en noir et blanc qui a annoncé sa descente dans la folie », tandis que Bradley Stern de MTV a fait l'éloge du Leama & Moor Remix, qui, selon lui, « transforme le mélodrame d'une ballade en un hymne trance. Plein de rythmes, un chant susurré... C'est le chagrin sur la piste de danse. »

### Accueil commercial
Le 1er septembre 2005, Someday (I Will Understand) débute à la 46e place du hit-parade suédois. Il a atteint le top 10, la semaine suivante. En Suisse, la chanson démarre 8e sur la semaine du 4 septembre 2005. Le 9 septembre 2005, la chanson débute 11e au Danemark. La semaine suivante, elle culmine à la 8e place. Someday (I Will Understand) atteint également le top 20 en Belgique (néerlandophone et francophone), en Finlande et en Norvège et se classe également en Autriche et aux Pays-Bas. Someday (I Will Understand) s'est vendu à 60 000 téléchargements légaux aux États-Unis, selon Nielsen SoundScan.

## Clip vidéo
Le clip de Someday (I Will Understand) est réalisé par Michael Haussman. Spears déclare qu'il « a constitué un excellent travail de capture de la chanson, d'essence et d'émotion » et ajoute que la vidéo dégage « un sentiment différent » de n'importe laquelle de ses précédentes vidéos. Le clip est entièrement tourné en noir et blanc. Spears affirme que sa vie a « bouclé la boucle » et laisse entendre que dans le processus, elle a subi des changements en son âme et en son corps, comme le montre la vidéo. Celle-ci est diffusée pour la première fois le 14 juin 2005 lors du cinquième et dernier épisode de l'émission de téléréalité Britney & Kevin: Chaotic, intitulé Veil of Secrecy. Le vidéoclip montre Spears enceinte allongée dans son lit et marchant autour d'une maison tout en chantant pour son enfant qu'elle attend. Elle regarde aussi à travers la fenêtre les sculptures romaines dans le jardin.
Dana Alice Heller remarque que ses costumes et ses chorégraphies provocants sont remplacés dans la vidéo par un tissu dont est drapé Spears qui évoque un calme éthéré. Heller compare ces images à la transformation de Madonna à la suite de son entrée au Centre de la Kabbale, mais en ajoutant que, Madonna était à l'époque « dans sa trentaine après un premier mariage en tête des tabloïds et quelques autres relations égarées, alors que Spears n'avait que vingt-deux ans, ce qui fait que cette transformation semble forcée ». Hayley Butler de Jam! déclare : « la vidéo est bien loin de la manipulation de serpents, de la Britney svelte et en sueur de ses vidéos dans le passé. Vêtue d'une robe de soie chic, elle marche à travers le jardin, s'allonge dans un lit et se promène dans l'herbe, le tout avec un ventre en plein essor. »

## Formats et liste des pistes
| - CD single en Europe 1. Someday (I Will Understand) – 3:37 2. Someday (I Will Understand) [Hi-Bias Signature Radio Remix] – 3:46 - CD maxi-single en Europe 1. Someday (I Will Understand) – 3:37 2. Someday (I Will Understand) [Instrumental] – 3:37 3. Someday (I Will Understand) [Hi-Bias Signature Radio Remix] – 3:46 4. Someday (I Will Understand) [Leama & Moore Remix] – 9:18 | - Téléchargement numérique/The Singles Collection Boxset Single , 1. Someday (I Will Understand) – 3:38 2. Mona Lisa – 3:26 - EP au Japon 1. Someday (I Will Understand) – 3:37 2. Chaotic – 3:33 3. Mona Lisa – 3:25 4. Over to You Now – 3:42 5. Someday (I Will Understand) [Hi-Bias Signature Radio Remix] – 3:46 |

## Crédits
- Britney Spears : chanteuse, auteur, piano
- Guy Sigsworth : producteur
- Sean McGhee : mixeur, ingénieur, programmeur
- Chris Hawkes : mixeur, ingénieur, programmeur
- Tom Coyne : mastering
- Kate Havnevik : chœurs

Crédits issus du DVD Britney & Kevin: Chaotic

## Classement
| Classement (2005) | Meilleure position |
| ----------------- | ------------------ |
| Allemagne         | 22                 |
| Autriche          | 32                 |
| Belgique (Fr)     | 11                 |
| Belgique (Nl)     | 17                 |
| Danemark          | 8                  |
| Finlande          | 15                 |
| Hongrie           | 6                  |
| Norvège           | 18                 |
| Pays-Bas          | 36                 |
| Suède             | 10                 |
| Suisse            | 8                  |